# Noradrenalina
Noradrenalina (norepinefryna, skrót: NA; łac. Norepinephrinum) – organiczny związek chemiczny z grupy katecholamin. Neuroprzekaźnik wydzielany w części rdzeniowej nadnerczy oraz w miejscu sinawym, zwykle razem z adrenaliną.
Noradrenalina – w ogólności – mobilizuje mózg i ciało do działania. Jej wydzielanie jest najniższe podczas snu. W stanie czuwania jej stężenie zwiększa się o 180%.

## Mechanizm działania
Noradrenalina jest silnym agonistą receptorów α–adrenergicznych, na receptory β1 działa z podobną siłą co adrenalina, natomiast względnie słabiej działa na receptory β2 (powinowactwo noradrenaliny do receptorów α jest około 9 razy większe niż do receptorów β). Wywiera przez to złożone działanie fizjologiczne, szczególnie na układ krążenia. Norepinefryna wywołuje silny wzrost ciśnienia tętniczego zarówno skurczowego, jak i rozkurczowego głównie w wyniku skurczu naczyń krwionośnych (zwłaszcza skóry, nerek, a także mięśni szkieletowych i wątroby) i związanego z tym zwiększenia oporu obwodowego. Pomimo stymulacji receptorów β–adrenergicznych rytm serca ulega zwolnieniu wskutek odruchowego pobudzenia nerwu błędnego. Przepływ przez naczynia wieńcowe na ogół się zwiększa. Działanie metaboliczne noradrenaliny (uwalnianie wolnych kwasów tłuszczowych z adipocytów, glikogenoliza) oraz rozkurczające na mięśnie gładkie oskrzeli jest zbliżone do działań adrenaliny, jednak występują dopiero po dużych dawkach (około 10–20-krotnie większych). Noradrenalina drażni również zakończenia nerwów współczulnych w jelitach krótkotrwale obniżając napięcie toniczne ich ścian i hamuje ruchy robaczkowe.
Stwierdzono, że modulowanie betablokerem (propranololem) działania noradrenaliny wpływa na podejmowanie decyzji; stwarza to możliwości leczenia pacjentów z deficytem przetwarzania informacji.
Noradrenalina jest głównym neuroprzekaźnikiem pozazwojowych włókien układu współczulnego oraz niektórych neuronów pnia mózgu. Wewnątrz pnia mózgu noradrenalina produkowana jest w miejscu sinawym, które to reguluje stopień pobudzenia mózgu, jak i funkcje automatyczne takie jak termoregulacja. Silny stres zaburza działanie miejsca sinawego.
W nadnerczach znajduje się lewoskrętny izomer norepinefryny. Syntetyczny izomer prawoskrętny działa biologicznie słabiej.

## Farmakokinetyka

### Wychwyt zwrotny
Wychwyt zwrotny jest dokonywany zarówno w mechanizmie presynaptycznym (wychwyt typu 1) lub przez nieneuronowe komórki z pobliża (wychwyt typu 2).
| Typ | Szybkość (nmol/g/min) | Km  | Swoistość                                 | Miejsce                                 | Inne substraty                                 |
| --- | --------------------- | --- | ----------------------------------------- | --------------------------------------- | ---------------------------------------------- |
| 1   | 1,2                   | 0,3 | noradrenalina > adrenalina > izoprenalina | presynaptycznie                         | - metylonoradrenalina - tyramina - guanetydyna |
| 2   | 100                   | 250 | adrenalina > noradrenalina > izoprenalina | błona komórkowa komórek nieneuronalnych | - dopamina - 5-HT - histamina                  |

### Uwalnianie
| Substancja                                    | Receptor             |
| --------------------------------------------- | -------------------- |
| Inhibitory uwalniania noradrenaliny           |                      |
| acetylocholina                                | receptor muskarynowy |
| noradrenalina/adrenalina                      | receptor α2          |
| 5-HT                                          | receptor 5-HT        |
| adenozyna                                     | receptor P1          |
| PGE                                           | receptor EP          |
| histamina                                     | receptor H2          |
| enkefaliny                                    | receptor δ           |
| dopamina                                      | receptor D2          |
| ATP                                           | receptor P2          |
| Czynniki stymulujące uwalnianie noradrenaliny |                      |
| adrenalina                                    | receptor β2          |
| angiotensyna II                               | receptor AT1         |

## Wskazania do stosowania
Noradrenalinę stosuje się w groźnych stanach niedociśnienia tętniczego w celu przywrócenia jego prawidłowej wartości.

## Przeciwwskazania
W stanach zagrożenia życia nie ma bezwzględnych przeciwwskazań do zastosowania noradrenaliny. W innych przypadkach są to:
- hipotensja po zawale mięśnia sercowego
- dławica Prinzmetala
- choroby zakrzepowe
- jednoczesne stosowanie niektórych środków do anestezji wziewnej (halotan, cyklopropan) oraz innych leków zwiększających wrażliwość serca
- hipoksja lub hiperkapnia znacznego stopnia.

## Środki ostrożności
1. Noradrenalinę należy podawać wyłącznie pacjentom odpowiednio nawodnionym.
2. W trakcie podawania zaleca się monitorowanie ciśnienia tętniczego aby uniknąć hipertensji.
3. Należy kontrolować miejsce wkłucia, ponieważ norepinefryna podana poza naczynie może prowadzić do martwicy tkanek.
4. Jeden z preparatów dostępnych na polskim rynku[11] zawiera pirosiarczyn sodu, który może powodować reakcje nadwrażliwości o przebiegu zbliżonym do reakcji anafilaktycznej lub o charakterze skurczu oskrzeli.
5. Noradrenalina zastosowana u kobiet w ciąży może upośledzać przepływ łożyskowy oraz wywoływać bradykardię u płodu. Stosowanie w ciąży jest dopuszczalne tylko w przypadku, jeśli w opinii lekarza korzyść dla matki przeważa nad potencjalnym zagrożeniem dla płodu.
6. Należy zwrócić uwagę na zmianę zabarwienia roztworu wynikającą z rozpadu noradrenaliny. Do podania nadaje się tylko roztwór bezbarwny.

## Interakcje
Stosowanie norepinefryny w czasie ogólnego znieczulenia cyklopropanem lub halotanem może prowadzić do wystąpienia poważnych zaburzeń rytmu serca. Noradrenalinę należy bardzo ostrożnie podawać pacjentom przyjmującym inhibitory monoaminooksydazy lub trójpierścieniowe leki przeciwdepresyjne, ponieważ może wystąpić długotrwałe ciężkie nadciśnienie tętnicze.

## Działania niepożądane
Może wystąpić nadmierne zwiększenie ciśnienia tętniczego, któremu może towarzyszyć bradykardia, ból głowy, obwodowe niedokrwienie tkanek, w tym zgorzel kończyn. Stosowanie z lekami zwiększającymi wrażliwość mięśnia sercowego może powodować zaburzenia rytmu serca, zwłaszcza u pacjentów z niedotlenieniem lub hiperkapnią. Długotrwałe stosowanie może prowadzić do zmniejszenie objętości osocza.

## Dawkowanie
Preparaty zawierające norepinefrynę podaje się dożylnie we wlewie, po uprzednim rozcieńczeniu w 5% roztworze glukozy lub izotonicznym roztworze glukozy w soli fizjologicznej (mieszance pediatrycznej) poprzez wkłucie centralne. Dawki farmakopealne w przeliczeniu na chlorowodorek, jak i winian noradrenaliny wynoszą odpowiednio:
| Droga podania    | Dawkowanie indywidualne (g/l) |
| ---------------- | ----------------------------- |
| dożylnie (wlewy) | 0,004–0,008                   |

## Przedawkowanie
Przedawkowanie może prowadzić do wystąpienia ciężkiego nadciśnienia tętniczego, odruchowej bradykardii, znacznego zwiększenia oporu obwodowego, zmniejszenia pojemności minutowej. Objawom tym może towarzyszyć nasilony ból głowy, światłowstręt, wymioty, ból zamostkowy, bladość, nadmierne wydzielanie potu. Należy w takim przypadku przerwać podawanie leku i zastosować odpowiednie leczenie objawowe.

## Preparaty
W Polsce dostępny jest jeden preparat prosty: Levonor – roztwór do infuzji.
Dostępne w Polsce preparaty złożone to roztwory do wstrzykiwań zawierające noradrenalinę i lidokainę: Lignocainum 2% c. noradrenalino 0,00125% WZF i Xylonor 3% Noradrenaline.

## Synteza chemiczna
Synteza noradrenaliny składa się z trzech zasadniczych etapów:
1. kondensacji pirokatechiny z kwasem chlorooctowym w obecności tlenochlorku fosforu
2. amonolizy chloroacetopirokatechiny za pomocą urotropiny (reakcja Delépine'a)
3. redukcji katalitycznej metyloaminoacetopirokatechiny wodorem używając czerni palladowej jako katalizatora